# Couvonges
Couvonges é uma comuna francesa na região administrativa de Grande Leste, no departamento de Meuse. Estende-se por uma área de 4,56 km². Em 2010 a comuna tinha 158 habitantes (densidade: 34,6 hab./km²).